# Божеєвічкі
Божеєвічкі (пол. Bożejewiczki, нім. Brambach) — село в Польщі, у гміні Жнін Жнінського повіту Куявсько-Поморського воєводства.
Населення — 539 осіб (2011).

## Демографія
Демографічна структура станом на 31 березня 2011 року:
|          | Загалом | Допрацездатний вік | Працездатний вік | Постпрацездатний вік |
| -------- | ------- | ------------------ | ---------------- | -------------------- |
| Чоловіки | 268     | 58                 | 188              | 22                   |
| Жінки    | 271     | 44                 | 178              | 49                   |
| Разом    | 539     | 102                | 366              | 71                   |